# Delfino

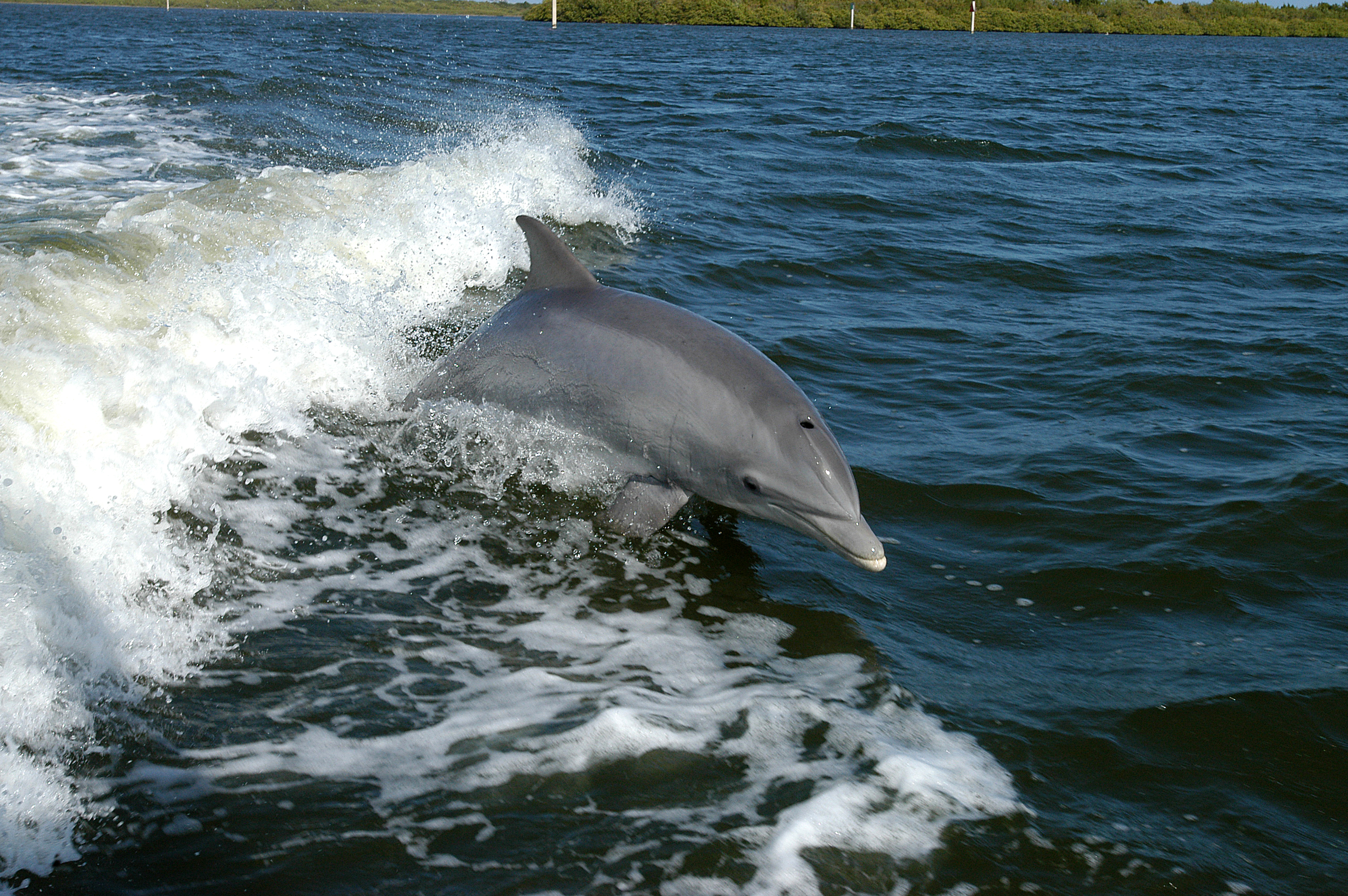
Tursiope

Il Delfino è un mammifero marino, appartenente all'ordine dei cetacei, sottordine degli Odontoceti.
Esistono due famiglie di delfini: Delphinidae, che comprende le specie marine, e Platanistoidea, che include i delfini di fiume.
Il termine delfino, derivato dal greco δελφίς (che si fa risalire a δελφύς, utero), viene di solito utilizzato per riferirsi alle specie più conosciute, come il tursiope e il delfino comune.
Occasionalmente vengono erroneamente chiamati delfini anche il narvalo e il beluga, che appartengono alla famiglia Monodontidae; invece, è da ritenersi un delfino l'orca. Attualmente sono riconosciute quasi 40 specie di delfini, raggruppate in 17 generi. Le dimensioni variano da 1,2 m e 40 kg (Cephalorhynchus hectori maui) a 9,5 m e 6 tonnellate (orca). La maggior parte delle specie pesa da 50 a 200 kg.

## Sistematica

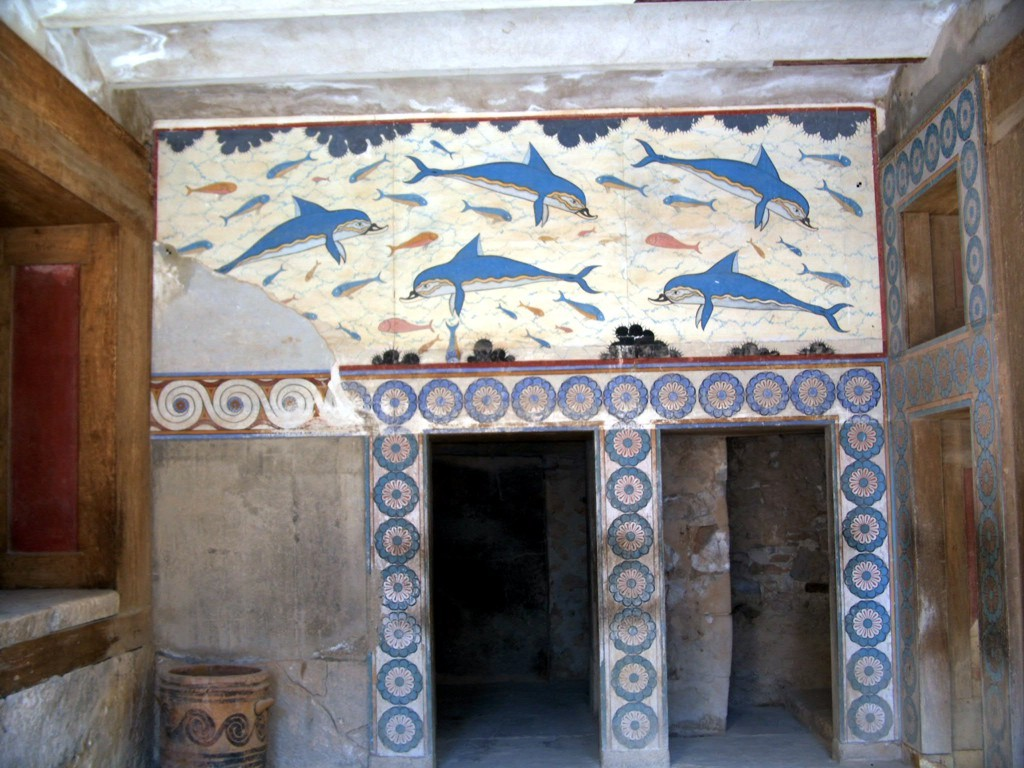
Delfini (Delphinus) da un affresco a Creta

- Sottordine Odontoceti (Odontoceti)
  - Famiglia Delfinidi (Delphinidae)
  - Genere Delphinus
    - Delphinus capensis (Delfino comune a becco lungo)
    - Delphinus delphis (Delfino comune)

  - Genere Tursiops (Tursiope o delfino tursiope) 
    - Tursiops aduncus (Tursiope indo-pacifico)
    - Tursiops australis (Burrunan)
    - Tursiops gillii (Tursiope di Gill)
    - Tursiops truncatus (Tursiope)

  - Genere Lissodelphis (Lissodelfino o delfino-balena franca)
    - Lissodelphis borealis (Lissodelfino del nord)
    - Lissodelphis peronii (Lissodelfino del sud)

  - Genere Sotalia
    - Sotalia o delfino di fiume (Sotalia fluviatilis)
    - Sotalia della Guyana, (Sotalia guianensis)

  - Genere Sousa
    - Delfino bianco della Cina Sousa chinensis
    - Delfino del Camerun, Sousa teuszii

  - Genere Stenella
    - Stenella frontalis (Stenella maculata Atlantica)
    - Stenella clymene
    - Stenella attenuata (Stenella maculata Pantropicale)
    - Stenella longirostris (Stenella dal lungo rostro)
    - Stenella coeruleoalba (Stenella striata)

  - Genere Steno
    - Steno bredanensis (Steno o delfino dai denti rugosi)

  - Genere Cephalorhynchus (Cefalorinchi)
    - Cephalorhynchus eutropia
    - Cephalorhynchus commersonii (Cefalorinco di Commerson)
    - Cephalorhynchus heavisidii
    - Cephalorhynchus hectori (Cefalorinco di Hector)

  - Genere Grampus
    - Grampus griseus (Grampo)

  - Genere Lagenodelphis
    - Lagenodelphis hosei (Delfino del Borneo)

  - Genere Lagenorhyncus (Lagenorinchi)
    - Lagenorhynchus acutus (Lagenorinco dai fianchi bianchi)
    - Lagenorhynchus obscurus
    - Lagenorhynchus cruciger
    - Lagenorhynchus obliquidens (Lagenorinco dai denti obliqui)
    - Lagenorhynchus australis
    - Lagenorhynchus albirostris (Lagenorinco dal becco bianco)

  - Genere Orcaella
    - Orcaella brevirostris (Orcella o delfino dell'Irravaddi)
    - Orcaella heinsohni (Delfino coda smussata)

  - Genere Peponocephala
    - Peponocephala electra

  - Genere Orcinus
    - Orcinus orca (Orca)

  - Genere Feresa
    - Feresa attenuata

  - Genere Pseudorca
    - Pseudorca crassidens (Pseudorca)

  - Genere Globicephala (Globicefali)
    - Globicephala melas (Globicefalo nero)
    - Globicephala macrorhynchus (Globicefalo indiano)
    - Globicephala sieboldii (Globicefalo del Pacifico)
- Superamiglia Platanistoidea delfini di acqua dolce
  - Famiglia Iniidae
  - Genere Inia
    - Boto (Inia geoffrensis), bonto, delfino amazzonico o delfino rosa

  - Famiglia Lipotidae
  - Genere Lipotes
    - Lipote (Lipotes vexillifer), o delfino bianco dello Yangtze

  - Famiglia Platanistidae
  - Genere Platanista
    - Platanista gangetica
    - Platanista del fiume Gange (Platanista gangetica gangetica)
    - Platanista del fiume Indo (Platanista gangetica minor)

  - Famiglia Pontoporiidae
  - Genere Pontoporia
    - Stenodelfo, stenodelfino (Pontoporia blainvillei, Stenodelphis blainvillei), delfino del Rio della Plata

  - Famiglia Monodontidae
  - Genere Delphinapterus
    - Delphinapterus leucas (Beluga)

  - Genere Monodon
    - Monodon monoceros (Narvalo)

Sei animali della famiglia Delfinidi sono occasionalmente ma impropriamente chiamati "balene":
- Peponocephala electra
- Orca (Orcinus orca)
- Feresa attenuata
- Pseudorca crassidens
- Globicefalo nero (Globicephala melas)
- Globicefalo indiano (Globicephala macrorhynchus)

## Struttura fisica
Il delfino è un vertebrato appartenente alla classe dei mammiferi.
Ha un corpo affusolato per nuotare velocemente e usa la pinna caudale come organo motore. La sua testa contiene un organo particolare e voluminoso, composto da un denso osso concavo e da una sacca aerea (dorsal bursae) situato nella parte superiore, vicino allo sfiatatoio, utilizzato per l'orientamento e per la ricerca del cibo. In molte specie le mandibole sono allungate e formano un caratteristico becco, o rostro; per alcune specie, come il tursiope, la bocca assume una curva con un'espressione simile a un sorriso permanente. I denti dei delfini sono molto numerosi: possono arrivare fino a 250. Il cervello del delfino è grande e possiede una corteccia molto complessa, paragonabile a quello umano. La loro colorazione di base consiste in gradazioni di grigio con il lato del ventre bianco, spesso combinato con linee e macchie di tonalità differenti. La maggior parte degli odontoceti nuota rapidamente. Le specie più piccole occasionalmente riescono a cavalcare le onde e i delfini sono spesso visti affiancare le navi e "accompagnarle", nuotando in superficie. I delfini sono anche famosi per le loro evoluzioni acrobatiche fuori dall'acqua. Arrivano a vivere fino a 35 anni.

## Il sonno
In genere, i delfini dormono con un solo emisfero cerebrale a onde lente alla volta. Ciò serve a mantenere uno stato di coscienza sufficiente per respirare e allo stesso tempo per fare attenzione alle possibili minacce e ai possibili predatori. In cattività, invece, i delfini sembra riescano a entrare in uno stato completamente addormentato, in cui entrambi gli occhi sono chiusi e non vi è alcuna risposta a lievi stimoli esterni (in questo caso, la respirazione è automatica). Non è noto se i delfini allo stato brado possano raggiungere questo stato. La respirazione avviene grazie a un semplice processo che parte dalla coda e consente di tenere lo sfiatatoio sopra l'acqua.
Questo discorso riguarda prevalentemente tutti i delfini, ma è presente anche l'eccezione: il delfino del fiume Indo. Quest'ultimo ha un metodo di sonno diverso da quello delle altre specie poiché, vivendo in acqua con forti correnti e detriti galleggianti, è sempre in pericolo. Deve quindi continuare a nuotare per evitare lesioni e, di conseguenza, dorme di meno e spesso, con intervalli di tempo che variano dai 4 ai 60 secondi.

## Comportamento
I delfini saltano spesso sopra la superficie dell'acqua. Ciò avviene per diversi motivi. Quando viaggiano, saltare può far risparmiare energia ai delfini poiché c'è meno attrito mentre si è in aria. Tra le altre ragioni vi sono l'orientamento, le manifestazioni sociali, i combattimenti, la comunicazione non verbale, l'intrattenimento e il tentativo di rimuovere i parassiti.
I delfini sono in grado di emettere una vasta gamma di suoni usando sacchi aeriferi nasali situati appena sotto lo sfiatatoio. Si possono identificare tre categorie di suoni: fischi modulati in frequenza, suoni e clic a impulsi a raffica. Infatti, comunicano con suoni simili a quelli dei fischietti, che vengono prodotti dal tessuto connettivo vibrante, simile al modo in cui funzionano le corde vocali umane e attraverso suoni pulsati di scoppio. 
I delfini sono animali molto sociali, che vivono spesso in branchi fino a una dozzina di individui, anche se le dimensioni e le strutture dei gruppi variano notevolmente tra specie e luogo. In luoghi con un'alta abbondanza di cibo, i gruppi possono fondersi temporaneamente, formando dei super branchi: tali raggruppamenti possono superare i 1 000 delfini. L'appartenenza ad essi non è rigida, lo scambio è comune. I delfini tuttavia possono stabilire forti legami sociali.

## Nutrizione
I delfini sono predatori e cacciano le loro prede sfruttando la loro velocità. La dentatura è adattata agli animali che cacciano: le specie con molti denti si nutrono prevalentemente di pesci, mentre le specie con becchi più corti e con meno denti si nutrono di molluschi (seppie, calamari, polpi e moscardini). Alcune specie di delfini catturano anche crostacei, tra cui i granchi.

## Etologia
Nel mar Mediterraneo fin dall'antichità i delfini sono stati accreditati di un'intelligenza superiore a quella normalmente attribuita ai pesci e ad altri mammiferi, il che ha creato una precoce e persistente idea della loro socievolezza e li ha posti al centro di culti, miti e rappresentazioni. In effetti è ormai noto che i delfini, come gli altri cetacei, dispongono di un sistema di comunicazione complesso come un vero e proprio linguaggio. Esso è fondato non solo sulla capacità di produrre ultrasuoni con un preciso significato all'interno del gruppo, ma anche su schemi di movimento che vengono utilizzati come segni di comunicazione.

## Simbologia e Mitologia
Le culture orientali antiche (egiziana, babilonese, ecc.) considerano il delfino come entità che accompagna i defunti verso l'aldilà o in connessione con le divinità del mare; ma le rappresentazioni più significative provengono dalla cultura minoica e in seguito da quella greca arcaica. 
Nella Grecia inoltre, al Dio Apollo. Nell’inno omerico dedicato ad Apollo Pizio, si narra che Apollo un giorno si incarnò in un delfino e balzò su una nave di mercanti cretesi diretti a Pilo, dirottandola verso Crisa, il porto ove poi sarebbe sorto il santuario di Delfi e dove egli aveva già ucciso il mostro Pitone. Delphòi stessa (Delfi) si chiamò così appunto da delfìs, delfino.  
Il delfino nella mitologia classica è personificazione dell’acqua, animale sacro di Poseidone (Nettuno) e Venere, l'immagine è molto presente nei repertori dell’arte funeraria. Ai delfini è legato anche il noto mito di Arione, la cui versione più antica è narrata da Erodoto. Nella tradizione ellenica, vedere un delfino era un buon augurio. Oltre ad essere considerato la manifestazione del dio Apollo, è considerato anche protettore dei naviganti. Ancora la presenza del delfino compare nella mitologia di Taras, figlio di Poseidone, al quale appare un delfino, segno che avrebbe interpretato di buon auspicio e di incoraggiamento per fondare una città che chiamò quindi Saturo.  
La simbologia del delfino legata alla città di Taranto  è legata alla leggende di fondazione della colonia greca di Taras, secondo cui i coloni Parteni provenienti da Sparta e guidati da Falanto, fondarono la città che chiamarono Taranto proprio in onore di Taras. A cavalcare il delfino sarebbe invece Falanto che, sempre secondo la leggenda, durante il suo viaggio verso l'Italia, sarebbe stato salvato da un delfino dopo aver fatto naufragio. 
In età antica il delfino era ritenuto un pesce, non si era ancora scoperto che quest'ultimo fosse un mammifero. Solo Plinio il vecchio, nelle sue citazioni delle caratteristiche dei delfini, inizia ad intuire la loro essenza di mammiferi. Plinio, inoltre, descrive la loro capacità di emettere dei suoni simili a quelli della voce umana, riportando anche il fatto che amassero la musica e fossero chiamati simon: i greci ed i latini chiamavano così i delfini a causa del loro profilo camuso (simìs in greco e simus in latino).
Nella simbologia cristiana è interpretato come prefigurazione della morte e resurrezione di Cristo Salvatore, in relazione al racconto biblico di Giona, inghiottito dal cetaceo e rigettato dopo tre giorni rinascendo a nuova vita. Il delfino è anche simbolo del cristiano salvato, e per questo raffigurato (spesso in coppia per gusto della simmetria) ai lati del calice, dal quale sorge un'efflorescenza vegetale come un albero della vita o una fiamma.